# Enicospilus concentralis
Enicospilus concentralis là một loài tò vò trong họ Ichneumonidae.